# László Foltán (ur. 1953)
László Foltán (ur. 25 maja 1953 w Budapeszcie) – węgierski kajakarz, kanadyjkarz, złoty medalista olimpijski z Moskwy i trzykrotny mistrz świata.

## Kariera sportowa
Na igrzyskach olimpijskich i mistrzostwach świata startował w kanadyjkach dwójkach (C-2) na dystansie 500 metrów, w parze z Istvánem Vaskutim.
Foltán i Vaskuti zdobyli złoty medal na mistrzostwach świata w 1977 w Sofii i na mistrzostwach świata w 1978 w Belgradzie, a na mistrzostwach świata w 1979 w Duisburgu zajęli 6. miejsce.
Zwyciężyli na igrzyskach olimpijskich w 1980 w Moskwie. Osada węgierska wyprzedziła Ivana Patzaichina i Petre Capustę z Rumunii oraz Borisława Ananiewa i Nikołaja Iłkowa z Bułgarii. Po raz trzeci zdobyli złoty medal na mistrzostwach świata w 1981 w Nottingham. Na mistrzostwach świata w 1982 w Belgradzie wywalczyli brązowy medal, a na mistrzostwach świata w 1983 w Tampere zajęli 4. miejsce.

## Rodzina
Jego syn László Foltán był również kanadyjkarzem, medalistą mistrzostw świata i Europy.